# Pollock Pines
Pollock Pines is een plaats in El Dorado County in Californië in de VS.

## Geografie
Pollock Pines bevindt zich op 38°45′23″ Noord, 120°34′40″ West. De totale oppervlakte bedraagt 15,1 km² (5,8 mijl²). Ten zuiden van Pollock Pines ligt het Jenkinson-stuwmeer.

## Demografie
Volgens de census van 2000 bedroeg de bevolkingsdichtheid 313,1/km² (811,5/mijl²) en bedroeg het totale bevolkingsaantal 4728 dat bestond uit:
- 93,51% blanken
- 0,02% zwarten of Afrikaanse Amerikanen
- 1,18% inheemse Amerikanen
- 0,70% Aziaten
- 0,30% mensen afkomstig van eilanden in de Grote Oceaan
- 1,42% andere
- 2,88% twee of meer rassen
- 5,25% Spaans of Latino

Er waren 1916 gezinnen en 1320 families in Pollock Pines. De gemiddelde gezinsgrootte bedroeg 2,47.

## Plaatsen in de nabije omgeving
De onderstaande figuur toont nabijgelegen plaatsen in een straal van 40 km rond Pollock Pines.